# Cristina Campo
Cristina Campo (* 28. April 1923 in Bologna; † 1977 in Rom; bürgerlich Vittoria Guerrini) war eine italienische Lyrikerin und Übersetzerin.

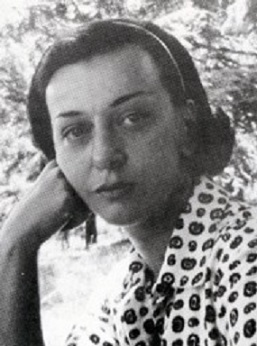
Cristina Campo

## Leben und Werk
Cristina Campo wurde als Vittoria Guerrini in Bologna geboren. Während des Zweiten Weltkrieges lebte sie in Florenz. Ihre ersten Übersetzungen (u. a. von Katherine Mansfield) veröffentlichte sie unter ihrem Geburtsnamen. Für einen Mailänder Verlag übertrug sie 1948 die Gedichte von Eduard Mörike ins Italienische. Cristina Campo arbeitete von 1951 an bei der Literaturzeitschrift Posta letteraria mit. Dort wurden auch erstmals Prosaskizzen von ihr unter dem Titel Diario d'Agosto veröffentlicht. Eine deutsche Übersetzung wurde in der Neuen literarischen Welt abgedruckt. In den 1950er Jahren zog sie nach Rom. In dieser Zeit fertigte sie auch eine Übersetzung von A Writer’s Diary von Virginia Woolf an und arbeitete an eigenen Gedichten, die 1956 in dem Debütband Passo d’addio herausgegeben wurden. Ihr Gesamtwerk wurde posthum in zwei Bänden veröffentlicht: Gli Imperdonabili, Adelphi Verlag, Mailand 1987 und La tigre assenza, Adelphi Verlag, Mailand 1991.